# M.Kannenahalli, Heggadadevankote
M.Kannenahalli là một làng thuộc tehsil Heggadadevankote, huyện Mysore, bang Karnataka, Ấn Độ.